# Agaricus benzodorus
Agaricus benzodorus es un hongo de la familia Amanitaceae recolectado por primera vez en el Congo por Julie-Henriette-Martha Fontana y descrito por Paul Heinemann.

## Descripción
Píleo de 6-9 cm de diámetro, grueso al centro, se adelgaza hacia el margen, campanulado, después truncado y al final expandido, umbonado, a veces deprimido al centro; cutícula adherente, café rojiza, más oscura y levemente olivácea en el umbo, fibrilosa, dividida en escamas concoloras apiñadas, más o menos dispuestas concéntricamente, salvo al centro que es atercipelado ruguloso; margen curvado y posteriormente recto, apenas desborda.
Estípite de 10-14 cm x 8-14 mm, cilíndrico, ligeramente y muy gradualmente grueso hacia la base donde el diámetro alcanza 18 mm, hueco y tubular, fibriloso, color crema sobre el anillo, sutilmente manchado y café-rojizo por debajo; anillo membranoso, fibriloso, delgado, café-rojizo, colgante.
Láminas apiñadas, delgadas, alcanzan 6 mm de largo, libres e incluso un poco distantes y redondeadas en el estípite, se estrechan abruptamente hacia el margen, rosadas y posteriormente café oscuro, se oscurecen al tacto.
Carne firme, blanca, teñida de crema en el estípite, se oscurece bastante al corte, sobre todo en la parte superior del estípite; sabor «anisado», retrogusto amargo; olor agradable.